# Baoris
Baoris là một chi bướm ngày thuộc họ Bướm nâu.